# Моріц (курфюрст Саксонії)
Моріц Саксонський (1521—1553) — 12-й курфюрст Саксонії (з 1547), визначний полководець.

## Життєпис
Походив з Альбертинської лінії Веттінів. Син Генріха IV, герцога Саксонії, та Катерини Мекленбурзької. 1541 року після смерті батька успадкував герцогство Саксонське. Невдовзі посварився зі своїм родичем — лідером німецьких лютеран Йоганном Фрідріхом I, курфюрстом Саксонії, після чого залишив Шмалькальденську лігу.
Бувши протестантом, 1546 року за Празьким договором підтримав католицького імператора Карла V. У 1547 році ударив в тил протестанським військам Шмалькальденської ліги, чим значною мірою сприяв перемозі імператора й поразці Йоганна Фрідріха I Саксонського. В тому ж році отримав титул курфюрста, що офіційно було закріплено 1548 року. Натомість на вимогу імператора, Моріц повинен був гарантувати представникам ернестинської лінії щорічний дохід в 50 тис. гульденів, передати їм частину земель в Тюрингії, а брату імператора — Фердинанду — передати лени Веттінів в королівстві Богемія. Моріц Саксонський також не отримав очікуваного права контролю над Магдебургом і Гальберштадтом.
При дворі Моріца була розроблена програма реформування державного управління, фінансів, судової системи, освіти на території курфюрства Саксонського. Політичним центром став Дрезден.
У 1540—1550-х роках Моріц I вів активні перемовини з Францією, прагнучи подолати власну політичну ізоляцію в політичному житті імперії, а також отримати підтримку у боротьбі з засиллям Габсбургів. Намагання підсилити Саксонію спричинило зростання зовнішнього боргу, країна опинилася в складному фінансовому стані.
1552 року розпочав Другу Шмалькальденську війну проти імператора Карла V. 1553 року був смертельно поранений у бою під Сіверсгаузеном. Морицю наслідував його брат Август (1526—1586), який підсилював Саксонію мирними заходами. За його правління Саксонія, значною мірою завдяки масштабному гірничому промислу, досягла високого ступеня економічного розвитку.

## Родина
Дружина — Агнеса Гессенська
Діти:
- Анна (1544—1577) — дружина штатгальтера Нідерландів Вільгельма I Оранського, мала шестеро дітей;
- Альбрехт (1545—1546) — прожив 4 місяці.